# Затов
Затов (њем. Satow) општина је у њемачкој савезној држави Мекленбург-Западна Померанија. Једно је од 59 општинских средишта округа Бад Доберан. Према процјени из 2010. у општини је живјело 5.685 становника. Посједује регионалну шифру (AGS) 13051086.

## Географски и демографски подаци
Затов се налази у савезној држави Мекленбург-Западна Померанија у округу Бад Доберан. Општина се налази на надморској висини од 18 метара. Површина општине износи 119,6 km². У самом мјесту је, према процјени из 2010. године, живјело 5.685 становника. Просјечна густина становништва износи 48 становника/km².